# David Bolzoni
David Bolzoni (Villa Carlos Paz, es un cantante y compositor argentino. Fue uno de los fundadores y cantante del grupo Al Que Madruga (A.Q.M).

## Biografía
El artista David Bolzoni nació en Villa Carlos Paz, provincia de Córdoba, Argentina Su primera presentación como músico ante el público fue a los 10 años de edad. A los 21 años forma ”Al Que Madruga” (A.Q.M), dúo con el que llega a Buenos Aires y con el cual graba la versión del sencillo "Resistiré” para la novela del canal Telefe que llevó el mismo nombre. 
La canción fue número uno en las radios de todo el país y así inician su primera gira nacional teniendo como músicos a la banda cordobesa Iceberg del sur. Con el tiempo el dúo se separa y David se radica en Buenos Aires comenzando su carrera como solista.
En 2005 participa como actor de la novela “Paraíso rock” siendo la voz principal de la tira e interpretando 6 de las 14 versiones del rock nacional que incluye el disco editado bajo el mismo nombre.   
En 2006 graba su primer álbum solista, con canciones de su autoría y lo presenta con éxito en el reconocido teatro Opera de Buenos Aires. Es convocado nuevamente por Telefé, esta vez con una versión de "Yo soy aquel" musicaliza la nueva novela del canal: "Montecristo". El resultado fue un éxito arrollador a lo largo de todo el país, dando lugar al segundo corte difusión: “Hazme”; balada de su autoría y tema de amor de la novela “Montecristo”, llegando a la cima de la clasificación de las radios de Argentina.  
Con la repercusión de su primer disco David inicia una gira promocional por distintos países del continente alcanzando el galardón de “disco de Oro” en México, “disco de Oro” en Chile y “disco doble Platino” en Argentina. Recibe 3 nominaciones de la empresa de ringtones más importante de su país.   
Por las canciones “Yo soy aquél” y “Hazme” le otorgan los premios a las melodías de celulares y mp3 más bajados del 2006. Por su álbum “David Bolzoni” recibe 4 nominaciones a los Premios Gardel a la música argentina y gana a la Revelación musical del año. Much Music lo galardona por el video “Yo soy aquél” como mejor video latino del año. A fines del 2007 presenta con éxito su segunda producción discográfica “Estigmas de amor”. 
En 2008 con su versión de “Yo renaceré” David vuelve a ser la voz del nuevo éxito de Telefe “Vidas robadas”. “Te amo así” fue la balada elegida para musicalizar las escenas de amor de la novela y segundo corte del disco.   
En el 2009 el artista impulsa un proyecto benéfico denominado “Ellos tratan Nosotros podemos” junto a la Fundación María de los Ángeles Verón; para la cual compone “Hijas de la libertad” una canción que se convertirá en el tema institucional de dicho proyecto. En el mismo año es nominado a los Premios Martín Fierro por Yo renaceré a la Mejor Cortina Musical (Vidas Robadas). Recibe el premio “Amigo en solidaridad” de la Fundación CILSA por su trabajo comunitario.  
En el 2010 su voz nuevamente llegaba a todas las pantallas del país con “Botineras”, canción que musicalizó la producción de Telefé que lleva el mismo nombre. Otro tema de David es elegido para enmarcar las escenas de amor de los protagonistas de la novela “Caín y Abel”, fue el caso de la canción “Que hice bien, que hice mal”.  
En noviembre del 2010 salió a la venta su tercer trabajo discográfico “Las cosas pasan por algo” con el que ha recorrido todo el país y ha alcanzado los escenarios de Estados Unidos. Este trabajo ha sido acompañado por el proyecto “Cortos Documentales de David Bolzoni”, realizado en 5 capítulos que muestran al artista de manera trasparente, en su faceta más creativa. 
En 2011 es convocado a participar junto a grandes artistas (Juan Carlos Baglietto, Luciano Pereyra, Soledad Pastorutti, Ruben Goldin, Sandra Mihanovich, Valeria Lynch entre otros) en un proyecto solidario poniendo su voz en la canción “Sueña Luz”, tema institucional de la fundación CILSA.  
En 2015 trabaja junto al productor artístico Tweety Gonzalez en la producción de su cuarto disco "Policromo" editado bajo su propio sello discográfico POLICROMO, de dicho disco se extrae la canción Amar Amarte, que fue elegida para musicalizar la novela "Señores Papis" en el Canal Telefe de su país, y también en la serie "Papá a la Deriva" en el canal Mega de Chile.  
Ese mismo año es convocado para realizar la música original para la obra de teatro "Sexo con Extraños" (de la escritora Laura Eason - House of Cards), que fue un total éxito en el Teatro Metropolitan de la Calle Corrientes de Buenos Aires, y que fue protagonizada por Gaston Sofritti y Guillermina Valdés con dirección de Diego Corán Oria. 
En el 2015 crea un nuevo proyecto de formato electrónico junto a Martin Lohrengel, basado en la estructura del "looping", reversionando todo su repertorio a este nuevo formato de dúo donde ambos músicos desarrollaban el espectáculo interpretando y procesando varios instrumentos en vivo loopenado en secuencias repetidas (loops) cada capa de sonido. Dicho show lo presentaron por primera vez en el "Festival Internacional de Peñas de Villa Maria" compartiendo escenario con artistas internacionales.  
En 2016 David se radica en la provincia de Córdoba (su provincia natal) y es invitado a formar parte de un importante proyecto, en el regreso después de 20 años, de una de las bandas más legendarias del cuarteto cordobés: Super Santamarina. 
En 2017 lanza "Francotiradora" un nuevo sencillo con sonidos más latinoamericanos y cuyo videoclip se convierte en el "Primer Video Road Trip Tour" grabado íntegramente con fans seleccionados de un concurso a través de las redes sociales, y en tiempo real (One Shoot) durante una gira de 7 conciertos realizados en la provincia de Menzoda y San Luis.  
En el mismo año, y junto al cantautor argentino Nelson John (artista y amigo de muchos años) deciden darle vida a "Extraños Parecidos", un dúo musical basado en la amistad, en los gustos,  y en las similitudes que los unió y compartieron durante muchos años. 
En el escenario cuentan las anécdotas y las experiencias que los llevaron a dedicarse a la música y las que los une tiempo más tarde al conocerse en su llegada a Capital Federal, interpretando canciones propias reversionadas y otras inéditas frutos del nuevo dúo.

## Discografía
- David Bolzoni (2006)
- Estigmas de Amor (2007)
- Las cosas pasan por algo (2010)
- Policromo (2013)
- Grandes éxitos (2015)
- Francotiradora (2017)

## Videografía
| Videoclip           | Álbum                    |
| ------------------- | ------------------------ |
| Hazme               | David Bolzoni            |
| Te amo así          | Estigmas de amor         |
| Amar amarte         | Policromo                |
| Ni tú ni nadie      | Estigmas de amor         |
| Cortos Documentales | Las Cosas Pasan por Algo |
| Amar amarte         | Policromo                |
| Francotiradora      | Single                   |